# NWA World Heavyweight Championship
National Wrestling Alliance (NWA) World Heavyweight Championship este principalul titlu de campion al promoției de wrestling NWA. Este una din cele mai vechi centuri din wrestling.
Ric Flair a deținut această centură de 8 ori. Primul campion NWA din istorie a fost Orville Brown. Cea mai scurtă perioadă de deținere a acestui titlu i-a aparținut lui Shane Douglas cu numai o zi, iar cea mai lungă perioadă i-a aparținut lui Lou Thesz cu 2300 de zile.
El a fost primul titlu mondial din istorie în NWA. Titlul NWA are ca neam rămășițele primelor titluri create de George Hackenschmidt în anul 1905 îi Frank Gotch în 1908. Titlul a apărut în teritorii ca Statele Unite, el s-a înființat în anul 1948, fiind unul dintre cele mai bune titluri din istorie. Părând incredibil,aceste teritorii au fost o opțiune pentru un număr de membri. Promoția proprietarilor a fost recunoscută pentru titlul mondial și titlurile la echipe, campioni iubiți că au ajuns în topul campionilor. În curent, sub un control direct în National Wrestling Alliance a fost servit în centre care conduceau alte promoții, incluzând Total Nonstop Action Wrestling și World Championship Wrestling.

## Istorie
În fiecare an, Campionul NWA trebuie să călătorească în fiecare teritoriu și să câștige titlul, împotriva celui care va fi ales în topul teritoriilor.Scopul fiecărui campion a fost să se realizeze ca un pretendent la top și să țină titlul calm. Ministry NWA-ului, au cuprins mai ales proprietățile teritoriului, au declarat că titlul să fie candidat la vot. Campionul anterior, totuși, a recăpătat titlul zile și chiar săptămâni mai târziu. Controversa cu Lou Thesz, a căzut la titlu, Verne Gagne protestând că titlul NWA e jalnic și că compania lui este cea mai bună.